# Aviram Baruchyan
Aviram Baruchyan (in ebraico אבירם ברוכיאן‎?; Gerusalemme, 20 marzo 1985) è un ex calciatore israeliano, di ruolo centrocampista o attaccante.

## Caratteristiche tecniche
Ala destra, può essere schierato anche come esterno di centrocampo destro o trequartista.

## Carriera

### Club
Dopo dieci e cinque titoli al Beitar, nel 2012 si trasferisce al Polonia Varsavia in cambio di 200000 €. L'esperienza in Polonia è breve: Baruchyan torna in patria prima in prestito poi definitivamente.
Vanta 3 presenze e 2 gol, segnati il 30 luglio 2008 contro il Wisła Cracovia (2-1), nella UEFA Champions League.

## Palmarès

### Club

#### Competizioni nazionali
- Campionato israeliano: 2

Beitar Gerusalemme: 2006-2007, 2007-2008
- Coppa d'Israele: 2

Beitar Gerusalemme: 2007-2008, 2008-2009
- Coppa Toto: 1

Beitar Gerusalemme: 2009-2010